# Bréau-et-Salagosse
Bréau-et-Salagosse là một xã trong tỉnh Gard thuộc vùng Occitanie, phía nam nước Pháp. Xã Bréau-et-Salagosse nằm ở khu vực có độ cao trung bình 400 mét trên mực nước biển.